# Yan Diomande
Yan Diomande (Abidjan, 14 novembre 2006) è un calciatore ivoriano, attaccante del RB Lipsia.

## Carriera
Si è trasferito in giovane età negli Stati Uniti dove ha giocato nel settore giovanile della DMG Academy e nell'AS Frenzi. Il 27 novembre 2024 è stato acquistato a titolo definitivo dal Leganés con un contratto valido a partire dal gennaio del 2025; dopo essere stato inizialmente aggregato alla squadra riserve (con cui ha anche giocato 3 partite nella quinta divisione spagnola), ha debuttato in prima squadra il 29 marzo nell'incontro di Primera División perso 3-2 contro il Real Madrid.
Il 16 luglio 2025 passa ai tedeschi del RB Lipsia firmando un contratto valido fino al 2030.

## Statistiche

### Presenze e reti nei club
Statistiche aggiornate al 22 aprile 2025.
| Stagione        | Squadra         | Campionato      | Campionato | Campionato | Coppe nazionali | Coppe nazionali | Coppe nazionali | Coppe continentali | Coppe continentali | Coppe continentali | Altre coppe | Altre coppe | Altre coppe | Totale | Totale | Totale |
| Stagione        | Squadra         | Comp            | Pres       | Reti       | Comp            | Pres            | Reti            | Comp               | Pres               | Reti               | Comp        | Pres        | Reti        | Pres   | Reti   |        |
| --------------- | --------------- | --------------- | ---------- | ---------- | --------------- | --------------- | --------------- | ------------------ | ------------------ | ------------------ | ----------- | ----------- | ----------- | ------ | ------ | ------ |
| gen.-giu. 2025  | Leganés B       | TF              | 3          | 0          | -               | -               | -               | -                  | -                  | -                  | -           | -           | -           | 3      | 0      |        |
| gen.-giu. 2025  | Leganés         | PD              | 5          | 0          | CR              | 0               | 0               | -                  | -                  | -                  | -           | -           | -           | 5      | 0      |        |
| Totale carriera | Totale carriera | Totale carriera | 8          | 0          |                 | 0               | 0               |                    | -                  | -                  |             | -           | -           | 8      | 0      |        |